# アシャッフ川
アシャッフ川（アシャッフがわ、ドイツ語、Aschaff）とは、ドイツを流れる河川。フランクフルト・アム・マインの東側を、東から西に流れている。

## 流路
アシャッフ川は、
Kleinaschaff川とオーテン川とが合流した場所から始まる。アシャッフ川はマイン川の支流であり、マイン川はライン川の支流である。
ライン川は、最下流部でレック川とワール川とに分流し、最終的に大西洋の北海に注いでいる。

## 画像

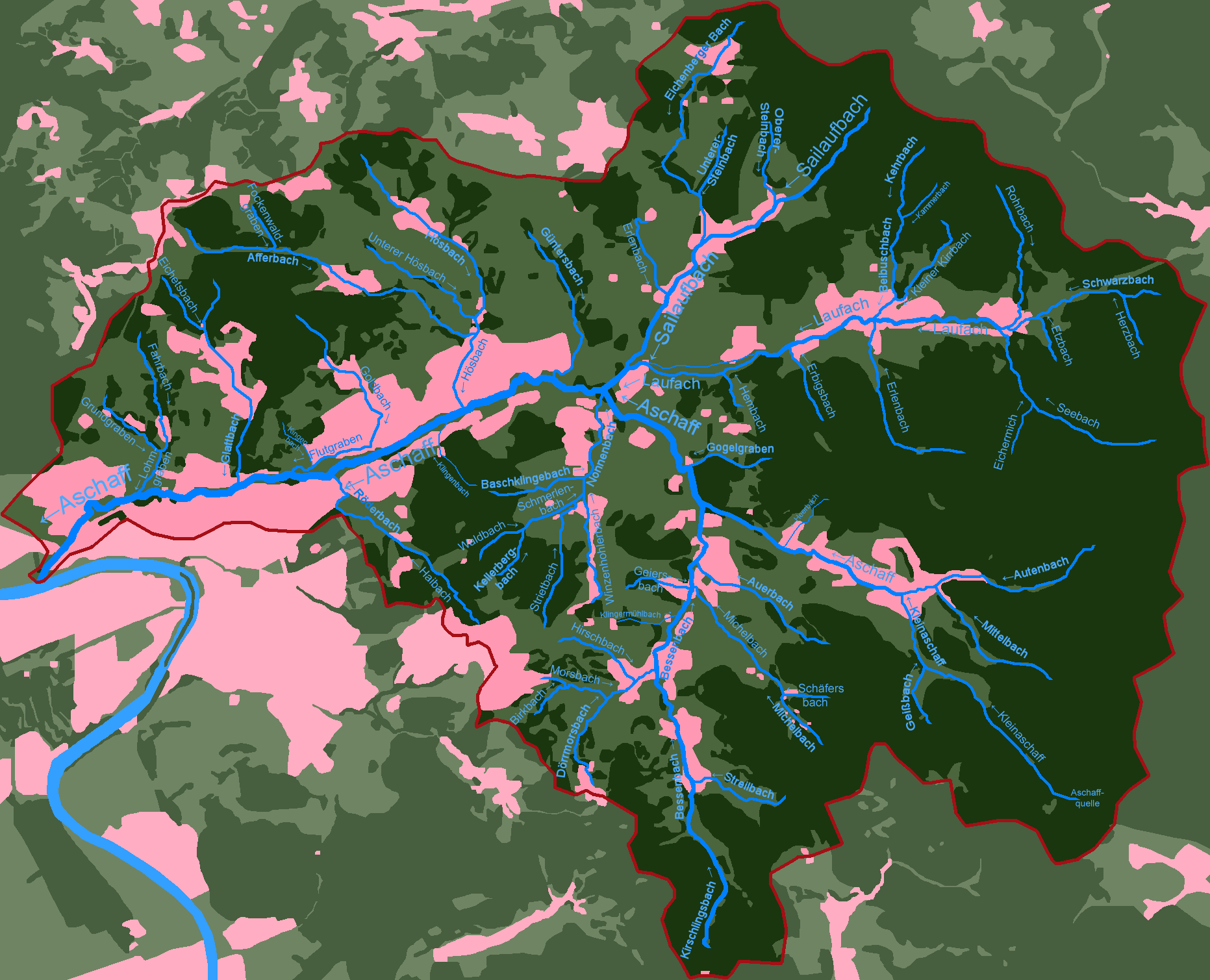
アシャッフ川と支流の流路
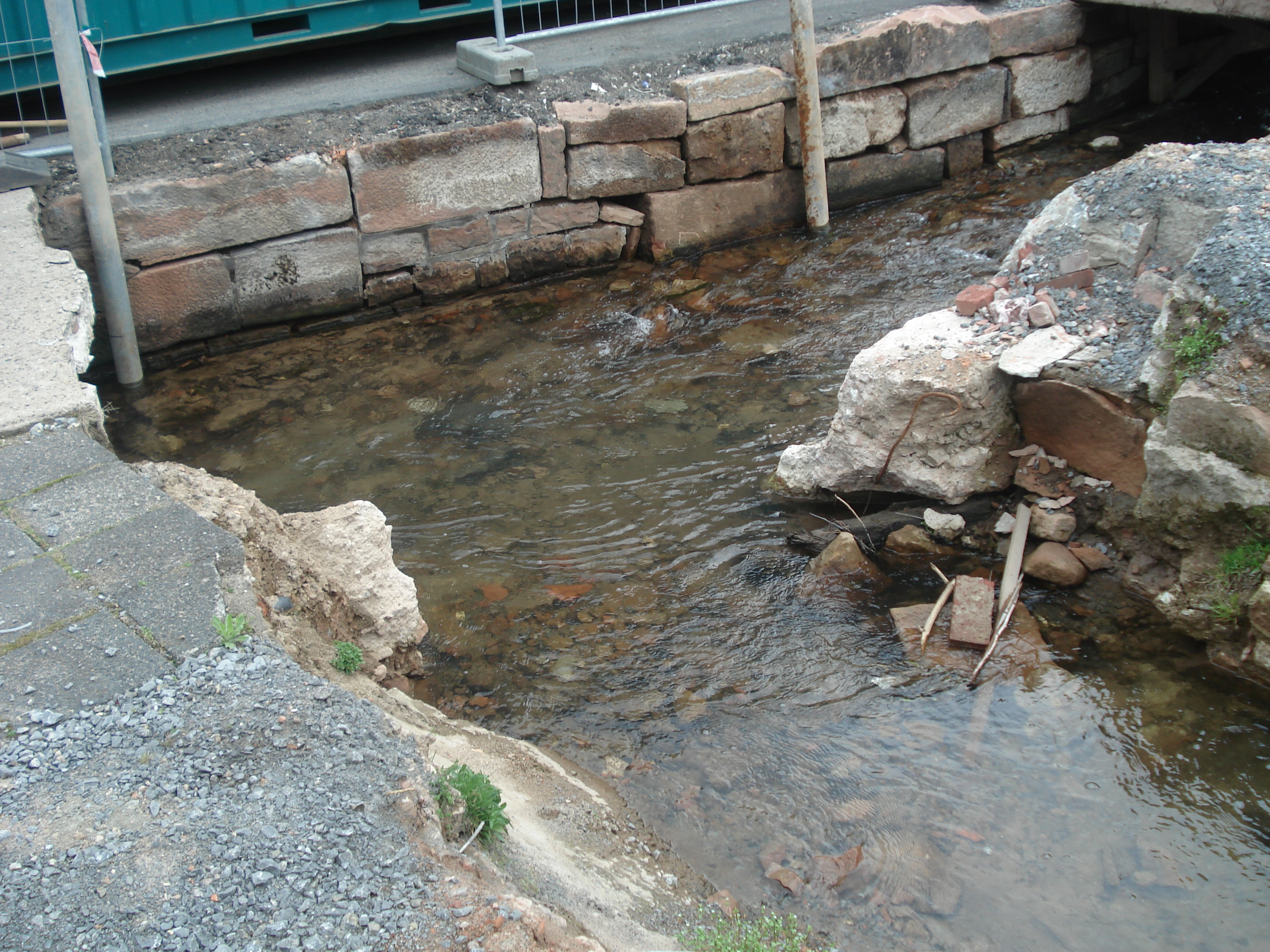
ワルダシャフの町（英語版）の町で、Kleinaschaff川とオーテン川（ドイツ語版）とが合流している場所。この地点より下流側がアシャッフ川と呼ばれている。
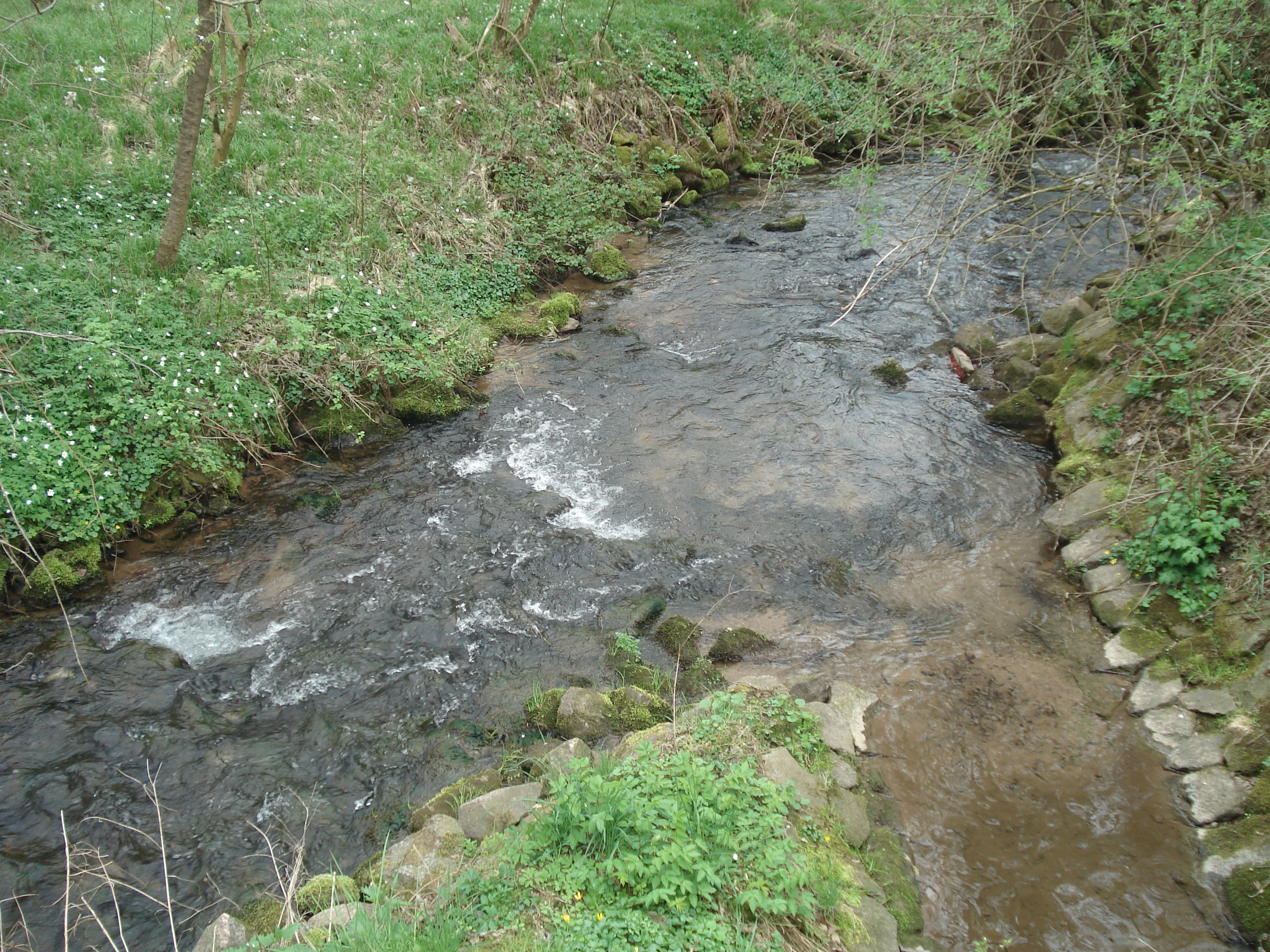
ワルダシャフの町の下流側。ヘール川がアシャッフ川へ合流している場所。
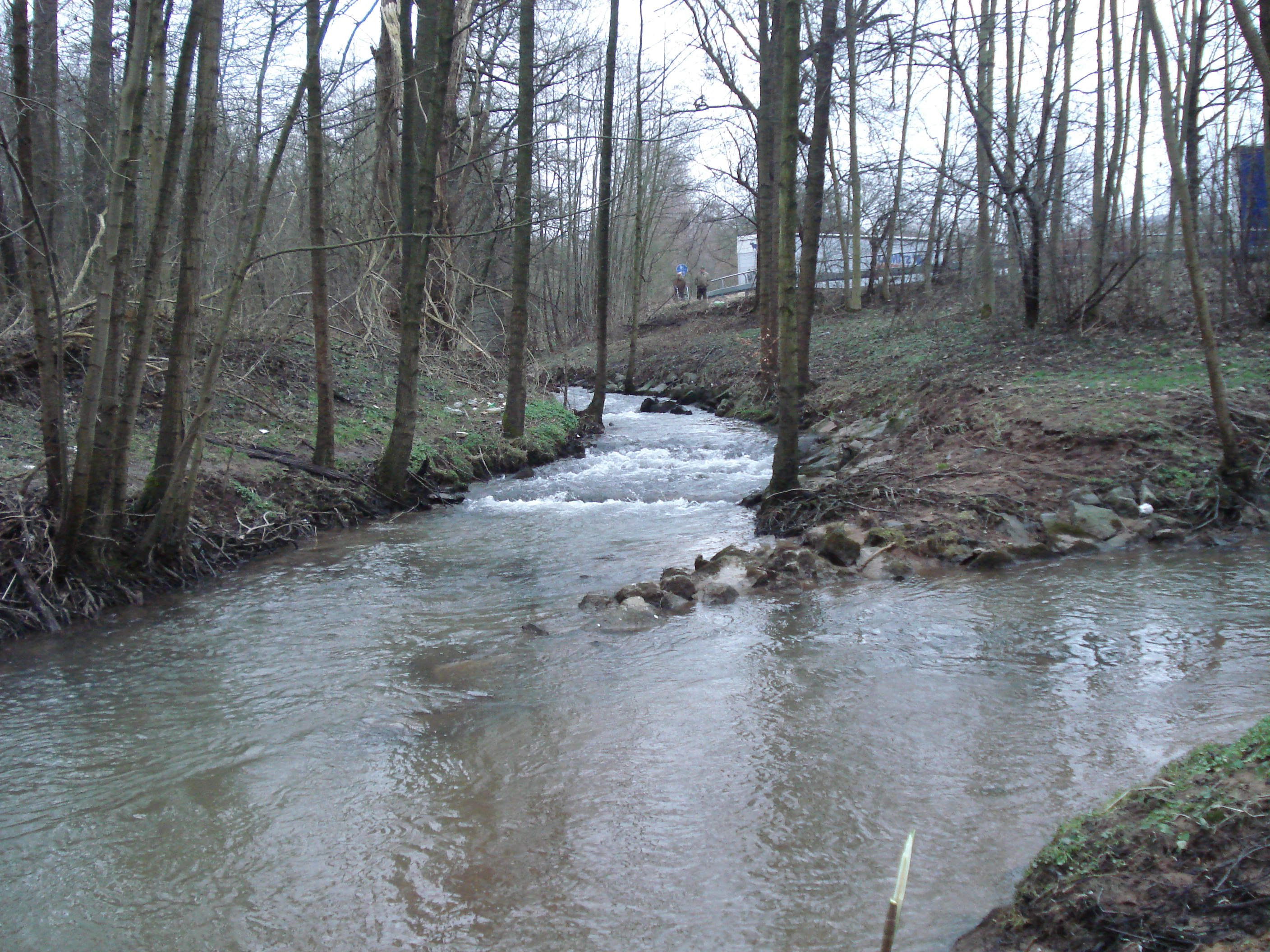
ウンターヘッセンバッハ（ドイツ語版）で、ヘッセン川（ドイツ語版）がアシャッフ川へ合流している場所。
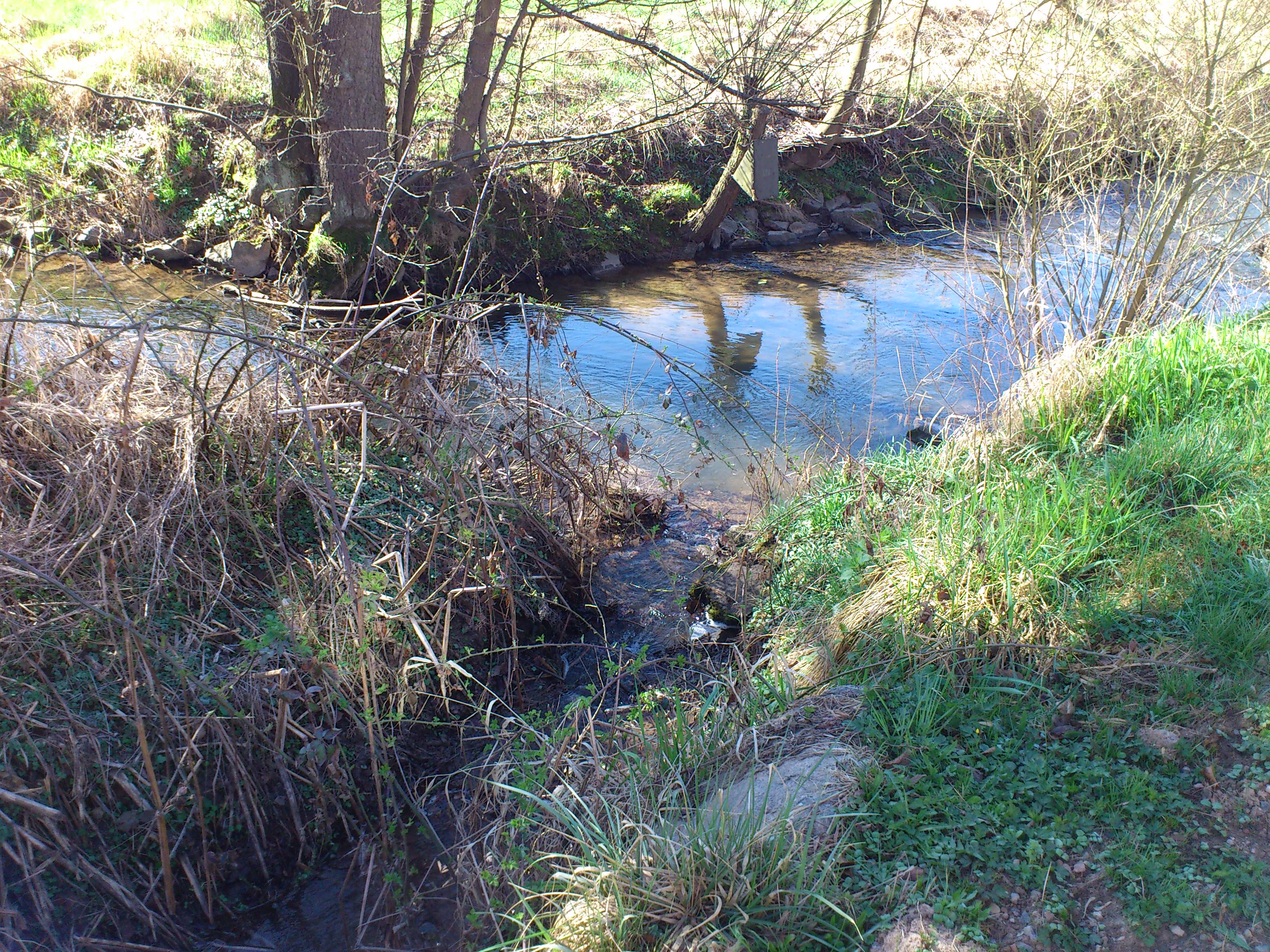
ウンターヘッセンバッハの集落のやや下流側。de:Gogelgraben川がアシャッフ川へ合流している場所。
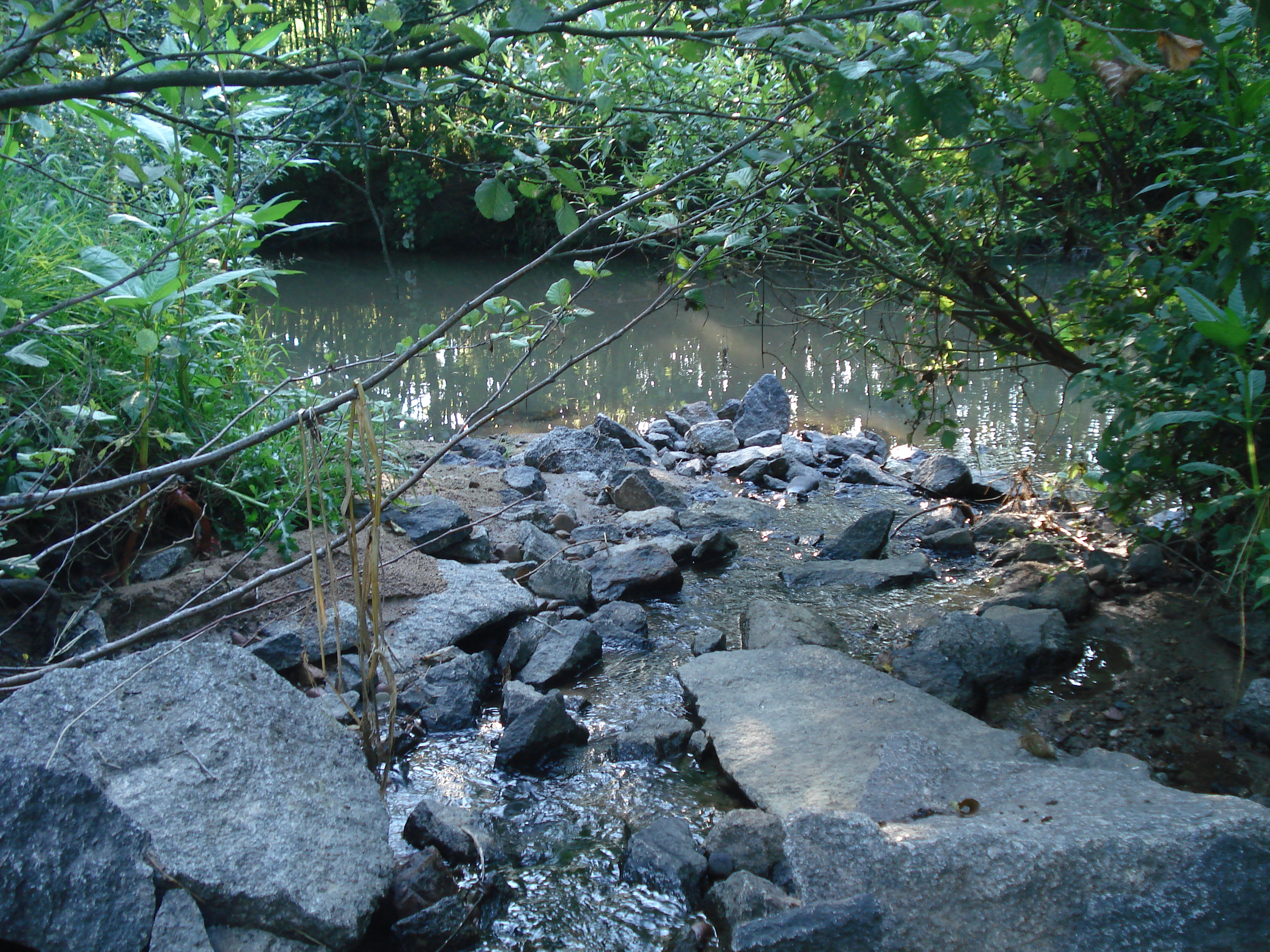
ゴルトバッハ付近でRöder川がアシャッフ川へ合流している場所。
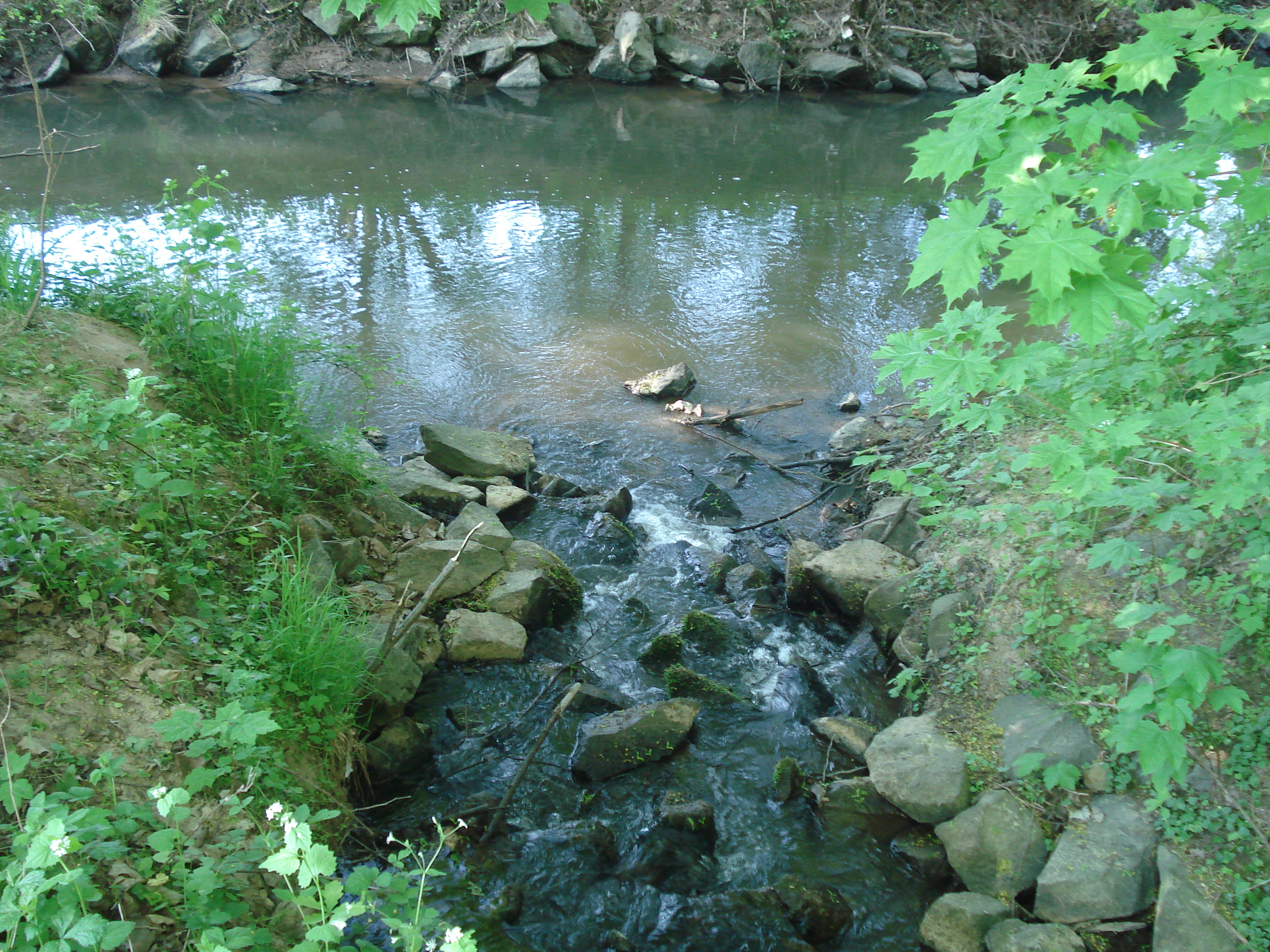
ヘースバッハの町の上流側。Günthers川がアシャッフ川へ合流している場所。
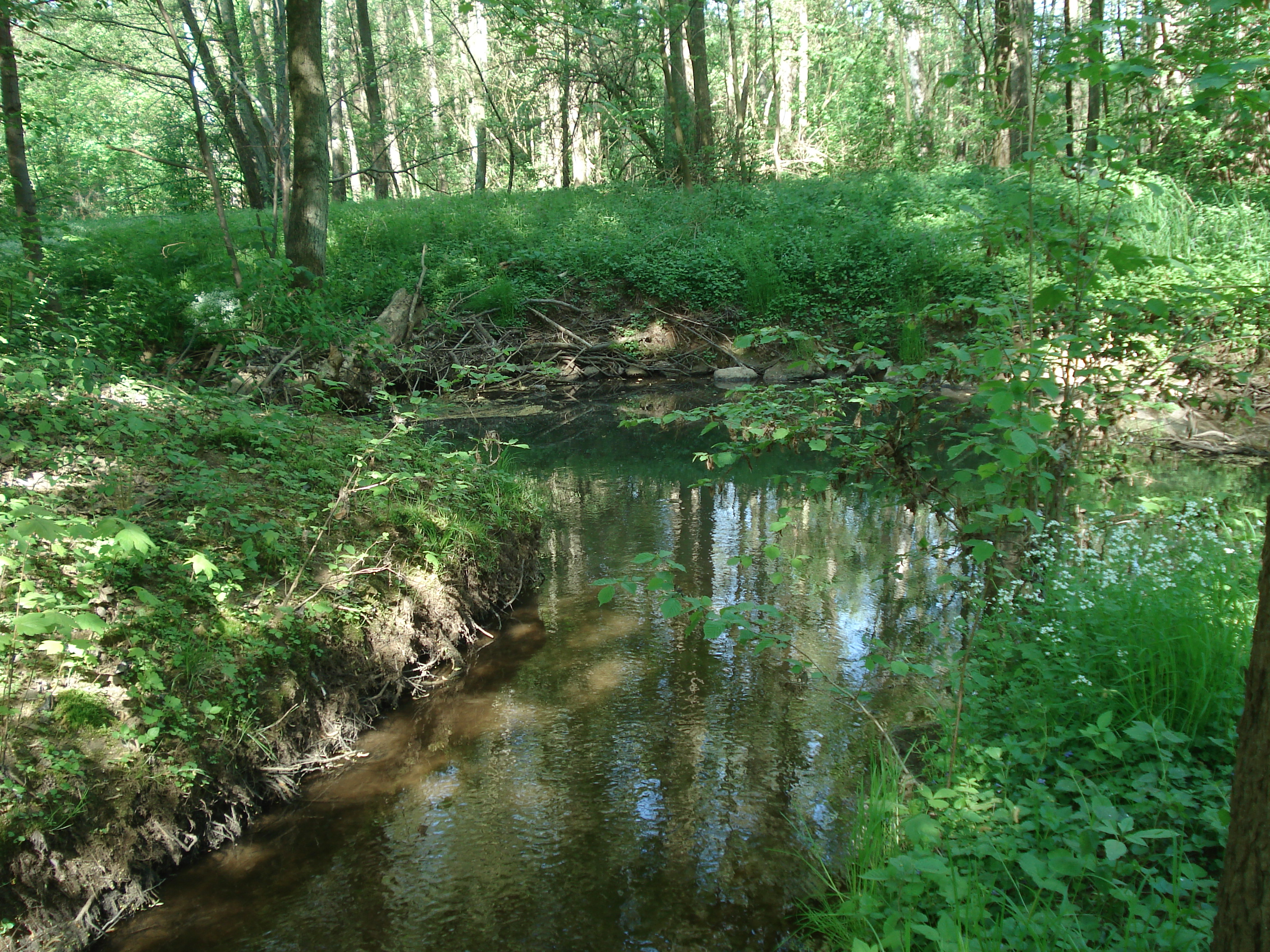
ヘースバッハの町よりもやや上流側でNonnen川がアシャッフ川へ合流している場所。
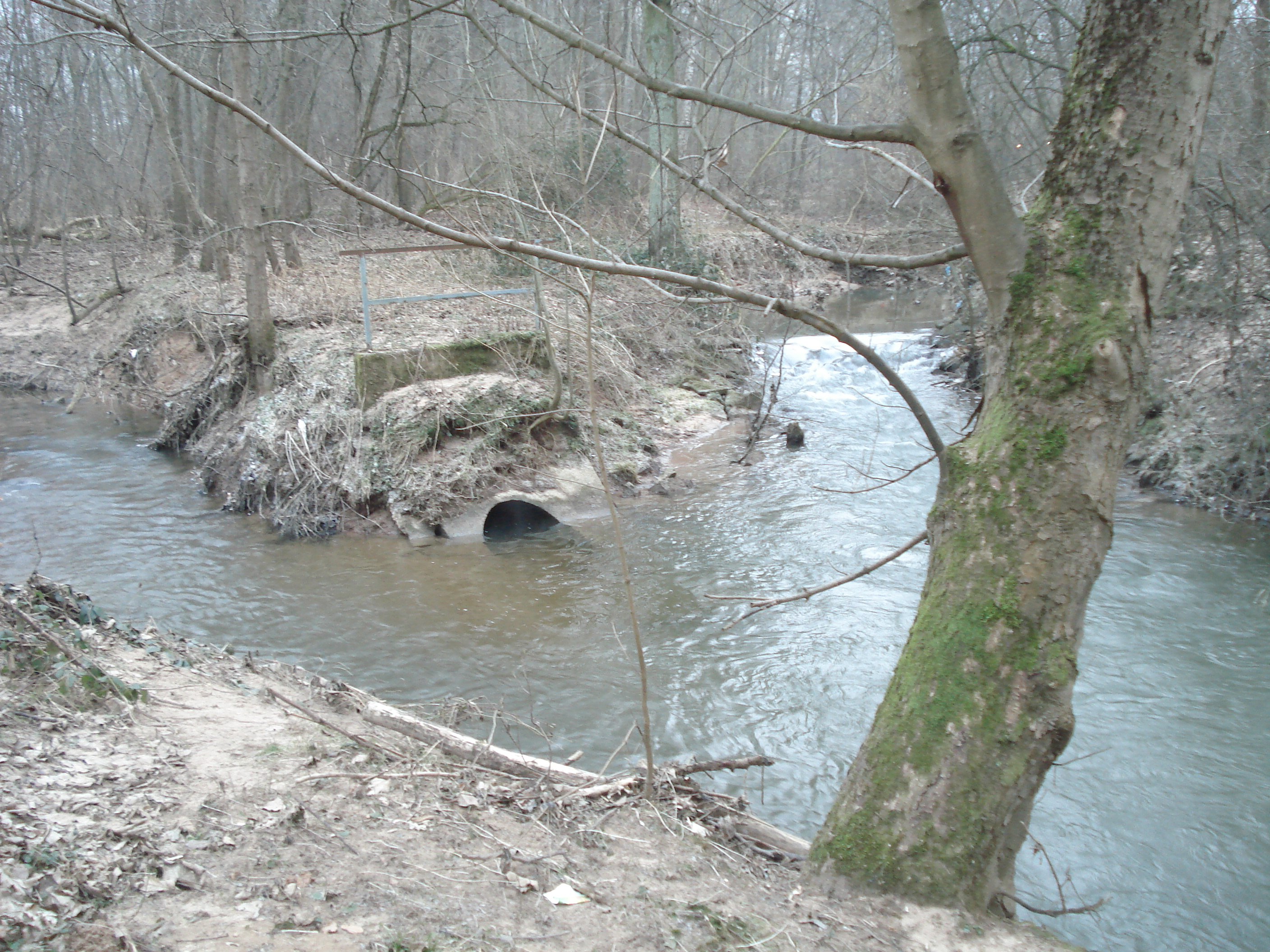
ヘースバッハの町よりもやや上流側でLaufach川がアシャッフ川へ合流している場所。
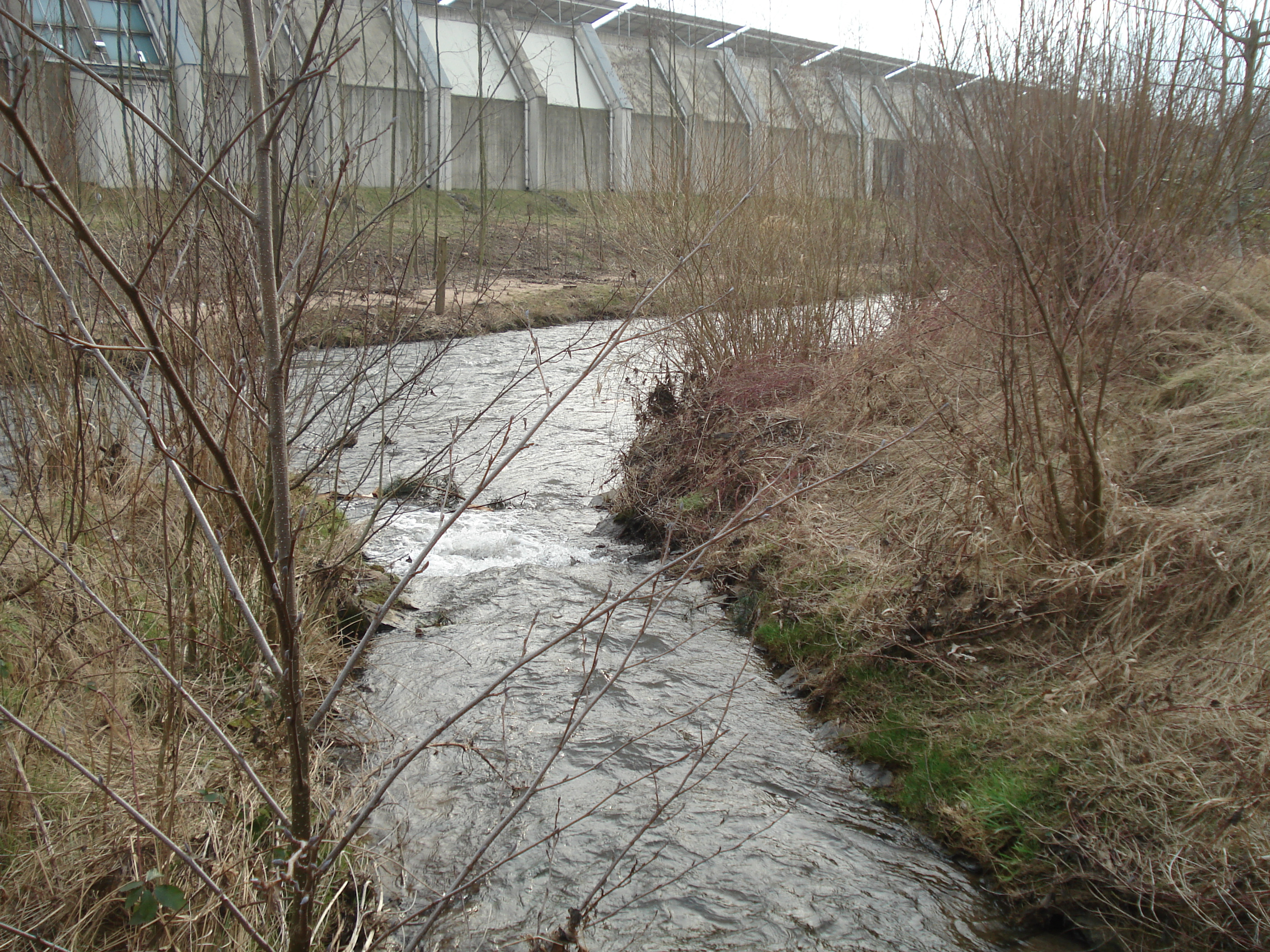
ヘースバッハの市街地でヘース川（ドイツ語版）がアシャッフ川へ合流している場所。
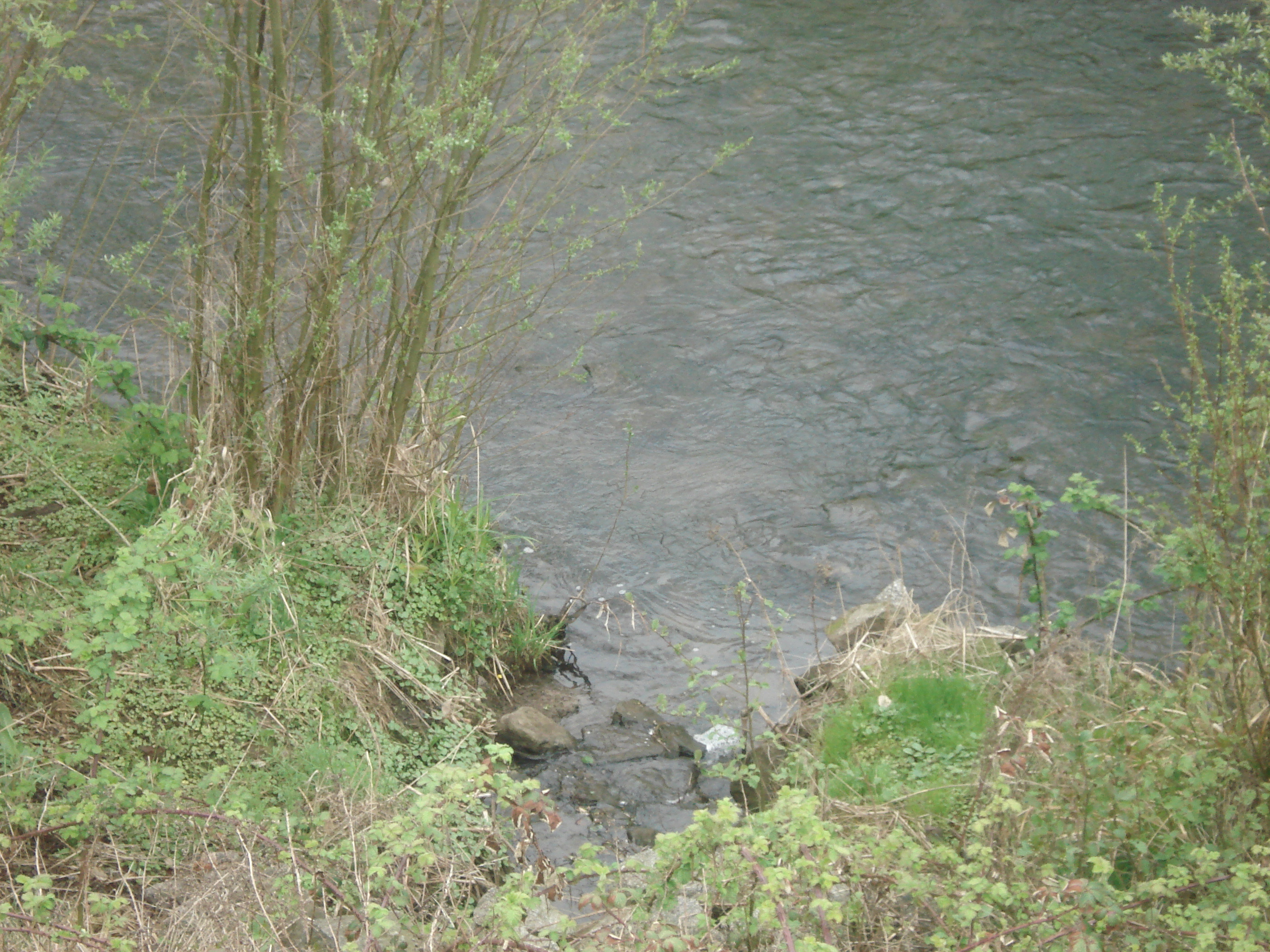
ヘースバッハの市街地でKlingengraben川がアシャッフ川へ合流している場所。
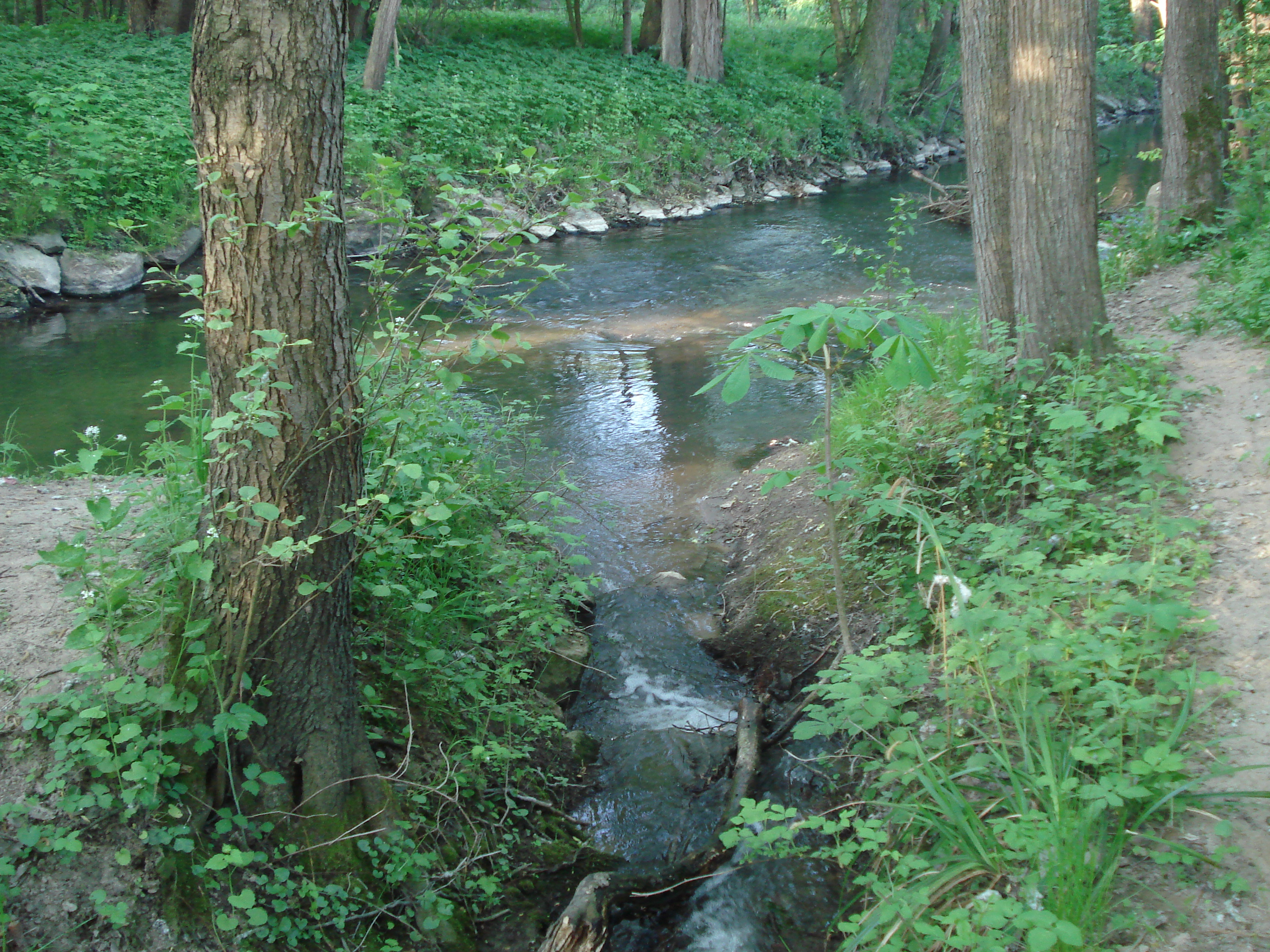
アシャッフェンブルクでLohmgraben川がアシャッフ川へ合流している場所。
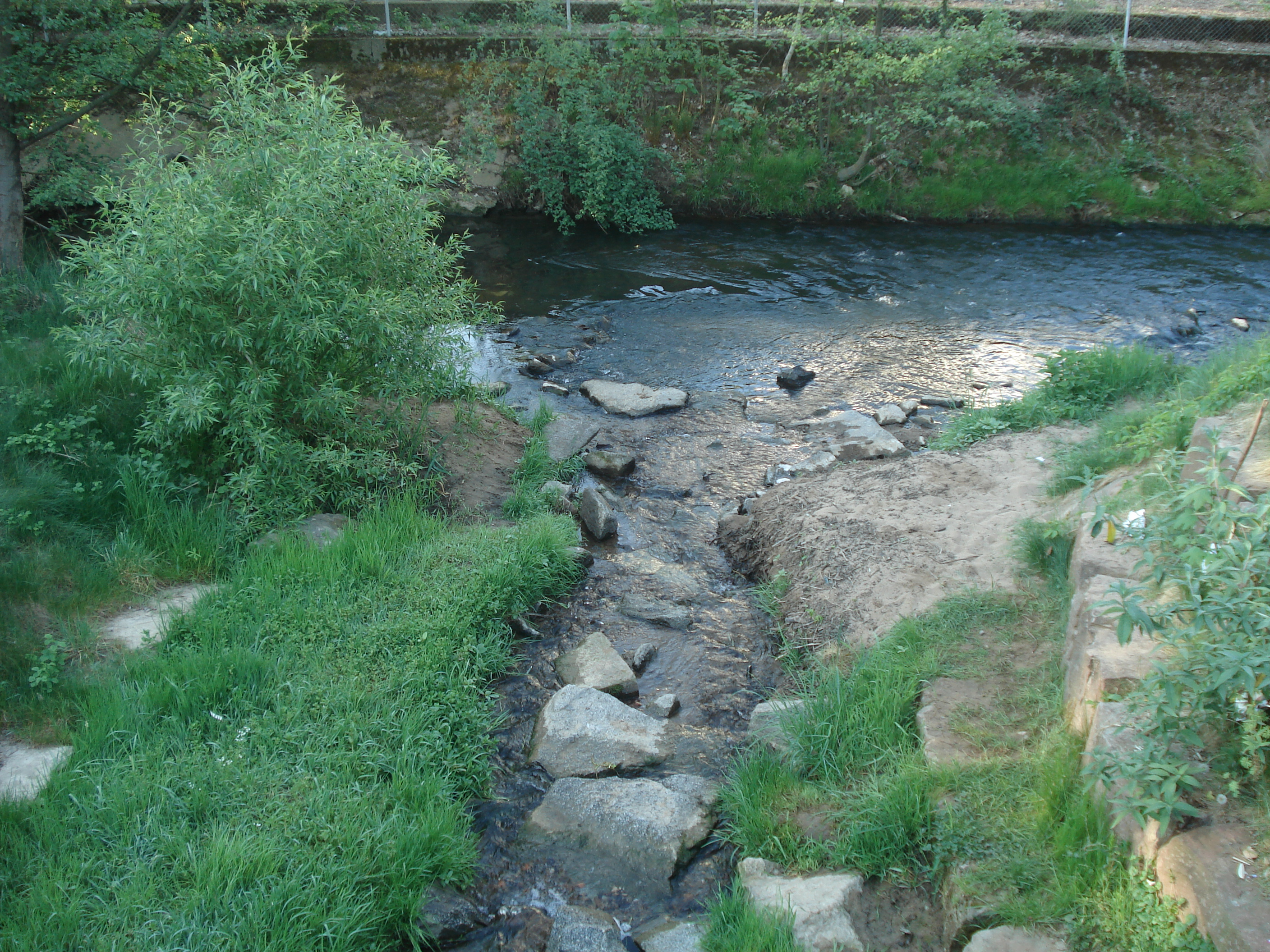
アッシャッフェンブルクでGlatt川がアシャッフ川へ合流している場所。
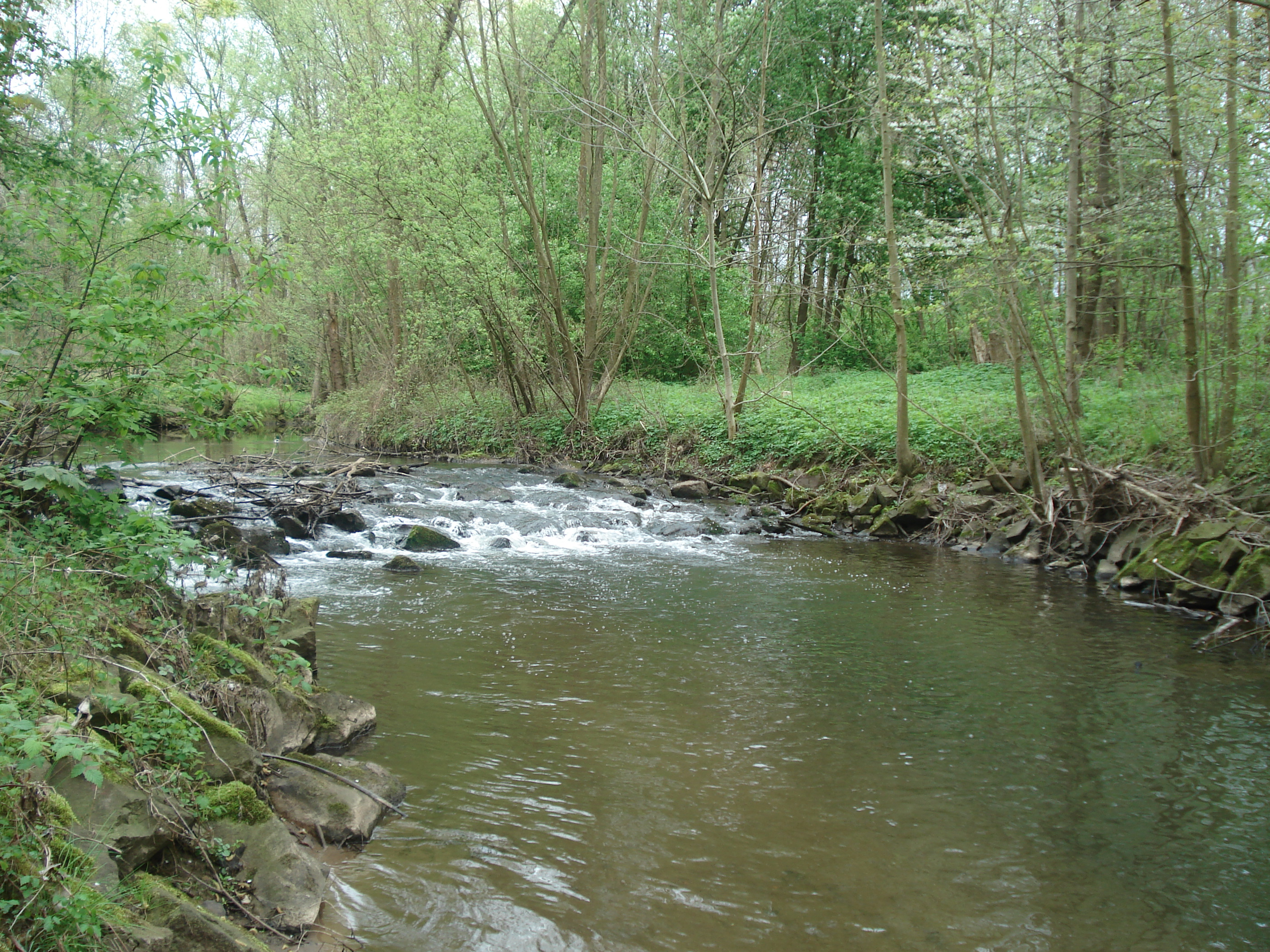
アシャッフェンブルクの市街地のすぐ北のアシャッフ川の様子。